# Dasophrys
Dasophrys is een vliegengeslacht uit de familie van de roofvliegen (Asilidae).

## Soorten
- D. androclea (Walker, 1849)
- D. boslacus Londt, 1981
- D. brevistylus Londt, 1981
- D. bullatus Londt, 1981
- D. carinatus Londt, 1981
- D. compressus (Hull, 1967)
- D. crenulatus Londt, 1981
- D. croetzeei Londt, 1985
- D. dilatus (Hull, 1967)
- D. dorattina Londt, 1981
- D. engeli Londt, 1981
- D. fortis Londt, 1981
- D. geniculatus (Macquart, 1838)
- D. hypselopterus Engel, 1929
- D. hysnotos Londt, 1981
- D. irwini Londt, 1981
- D. loewi Londt, 1981
- D. minutus Londt, 1981
- D. montanus Londt, 1981

- D. nanus Londt, 1981
- D. natalensis (Ricardo, 1920)
- D. nigricans (Wiedemann, 1821)
- D. nigroflavipes (Hobby, 1933)
- D. nigroseta Londt, 1981
- D. oldroydi Londt, 1981
- D. punctipennis Engel, 1927
- D. reburrus Londt, 1981
- D. saliotragus Londt, 1981
- D. silvestris Londt, 1981
- D. swazi Londt, 1981
- D. tarsalis (Ricardo, 1920)
- D. umbripennis Londt, 1981